# العلاقات النرويجية الأمريكية
العلاقات النرويجية الأمريكية هي العلاقات الثنائية التي تجمع بين النرويج والولايات المتحدة.

## مقارنة بين البلدين
هذه مقارنة عامة ومرجعية للدولتين:
| وجه المقارنة                                              | النرويج                                                   | الولايات المتحدة                                                                                                  |
| --------------------------------------------------------- | --------------------------------------------------------- | --- |
| المساحة (كم2)                                             | 385.21 ألف                                                | 9.83 مليون |
| عدد السكان (نسمة)                                         | 5.33 مليون                                                | 311.58 مليون |
| الكثافة السكانية (ن./كم²)                                 | 13.84                                                     | 31.7 |
| العاصمة                                                   | أوسلو                                                     | واشنطن العاصمة |
| اللغة الرسمية                                             | بوكمول، لغات السامي، نينوشك، اللغة النرويجية              | لغة إنجليزية |
| العملة                                                    | كرونة نروجية                                              | دولار أمريكي |
| الناتج المحلي الإجمالي (بليون دولار)                      | 398.83 مليار                                              | 19.39 تريليون |
| الناتج المحلي الإجمالي (تعادل القوة الشرائية) بليون دولار | 322.23 مليار                                              | 18.04 تريليون |
| الناتج المحلي الإجمالي الاسمي للفرد دولار أمريكي          | 74.40 ألف                                                 | 56.12 ألف |
| الناتج المحلي الإجمالي للفرد دولار أمريكي                 | 65.61 ألف                                                 | 54.63 ألف |
| مؤشر التنمية البشرية                                      | 0.944                                                     | 0.920 |
| رمز المكالمات الدولي                                      | +47                                                       | +1 |
| رمز الإنترنت                                              | .no                                                       | .us، حكومة، .mil، Edu.                                                                                            |
| المنطقة الزمنية                                           | ت ع م+01:00، ت ع م+02:00، توقيت وسط أوروبا، أوروبا/أوسلو ‏ | توقيت ساموا الأمريكية، توقيت أطلنطي موحد، منطقة زمنية وسطى، توقيت ألاسكا ‏، المنطقة الزمنية الجبلية، توقيت تشامرو ‏ |

## مدن متوأمة
في ما يلي قائمة باتفاقيات التوأمة بين مدن نرويجية وأمريكية:
- ترتبط شين مع جاكسون باتفاقية توأمة منذ 1995.
- ترتبط موس مع فرجينيا بيتش باتفاقية توأمة.[19]
- ترتبط أوسلو مع نيويورك باتفاقية توأمة منذ 2001.
- ترتبط ستافانغر مع هيوستن باتفاقية توأمة منذ 1948.
- ترتبط برغن مع سياتل باتفاقية توأمة منذ 1946.[20]
- ترتبط تروندهايم مع فاليجو باتفاقية توأمة منذ 1968.
- ترتبط ليلهامر مع هايوارد باتفاقية توأمة.
- ترتبط ترومسو مع أنكوريج باتفاقية توأمة منذ 10 يوليو 1972.
- ترتبط مو إي رانا مع فيربانكس باتفاقية توأمة منذ 1992.

## منظمات دولية مشتركة
يشترك البلدان في عضوية مجموعة من المنظمات الدولية، منها:
| علم المنظمة | اسم المنظمة                               | تاريخ انضمام النرويج | تاريخ انضمام الولايات المتحدة |
| ----------- | ----------------------------------------- | -------------------- | ----------------------------- |
|             | وكالة ضمان الاستثمار متعدد الأطراف        | 9 أغسطس 1989         | 12 أبريل 1988                 |
|             | الوكالة الدولية للطاقة                    | ?                    | ?                             |
|             | الاتحاد الدولي للاتصالات                  | 1866                 | 1 يوليو 1908                  |
|             | يونسكو                                    | 4 نوفمبر 1946        | 4 نوفمبر 1946                 |
|             | البنك الإفريقي للتنمية                    | 1963                 | ?                             |
|             | بنك التنمية الآسيوي                       | 1966                 | 1966                          |
|             | الأمم المتحدة                             | 27 نوفمبر 1945       | 24 أكتوبر 1945                |
|             | مؤسسة التمويل الدولية                     | 20 يوليو 1956        | 20 يوليو 1956                 |
|             | منظمة الشرطة الجنائية الدولية             | ?                    | ?                             |
|             | مركز تنسيق الحركة في أوروبا ‏              | ?                    | ?                             |
|             | الاتحاد البريدي العالمي                   | ?                    | ?                             |
|             | منظمة حظر الأسلحة الكيميائية              | ?                    | ?                             |
|             | Strategic Airlift Capability ‏             | ?                    | ?                             |
|             | اتفاقية السماوات المفتوحة                 | ?                    | ?                             |
|             | منظمة التجارة العالمية                    | 1995                 | ?                             |
|             | منظمة الأمن والتعاون في أوروبا            | 25 يونيو 1973        | 25 يونيو 1973                 |
|             | المجلس القطبي                             | ?                    | ?                             |
|             | نظام تحكم تكنولوجيا القذائف               | 1990                 | 1987                          |
|             | مجموعة الموردين النوويين                  | ?                    | ?                             |
|             | منظمة التعاون الاقتصادي والتنمية          | ?                    | ?                             |
|             | المركز الدولي لتسوية المنازعات الاستشارية | 15 سبتمبر 1967       | 14 أكتوبر 1966                |
|             | البنك الدولي للإنشاء والتعمير             | 27 ديسمبر 1945       | 27 ديسمبر 1945                |
|             | مؤسسة التنمية الدولية                     | 24 سبتمبر 1960       | 24 سبتمبر 1960                |
|             | حلف شمال الأطلسي                          | 4 أبريل 1949         | 4 أبريل 1949                  |
|             | المنظمة الهيدروغرافية الدولية             | ?                    | ?                             |
|             | مجموعة أستراليا                           | 1986                 | 1985                          |
|             | الفريق المعني برصد الأرض                  | ?                    | ?                             |

## أعلام
هذه قائمة لبعض الشخصيات التي تربطها علاقات بالبلدين:
- إرنست أورلاندو لورنس (8 أغسطس 1901[36][37][38] – 27 أغسطس 1958[36][37][38])
- باريس هيلتون (17 فبراير 1981[39] – )
- بيتر فوندا (ممثل أمريكي، 23 فبراير 1940[40][41][42] – )
- جوش دوهامل (14 نوفمبر 1972 – )
- جيمس كاغني (17 يوليو 1899[43][44][45] – 30 مارس 1986[43][44][45])
- جين فوندا (21 ديسمبر 1937[46][47][48] – )
- دوغلاس إنجيلبارت (مخترع من الولايات المتحدة الأمريكية، 30 يناير 1925[49] – 2 يوليو 2013[49])
- رينيه زيلويغر (ممثلة أمريكية، 25 أبريل 1969[50][51][52] – )
- غوين ستيفاني (13 أكتوبر 1969[53] – )
- كريس برات (ممثل أمريكي، 21 يونيو 1979 – )
- لانس آرمسترونج (دراج أمريكي، 18 سبتمبر 1971[54][55][56] – )
- مارلين مونرو (ممثلة أمريكية، عارضة ازياء ومغنية، 1 يونيو 1926[57][58][59] – 5 أغسطس 1962[57][58][60])
- نورمان بورلاوج (25 مارس 1914[61][62][63] – 12 سبتمبر 2009[61][62][64])
- همفري بوغارت (ممثل أمريكي، 25 ديسمبر 1899[65][66][67] – 14 يناير 1957[65][66][67])
- هنري فوندا (ممثل أمريكي، 16 مايو 1905[68][69][70] – 12 أغسطس 1982[68][69][70])

## معرض صور

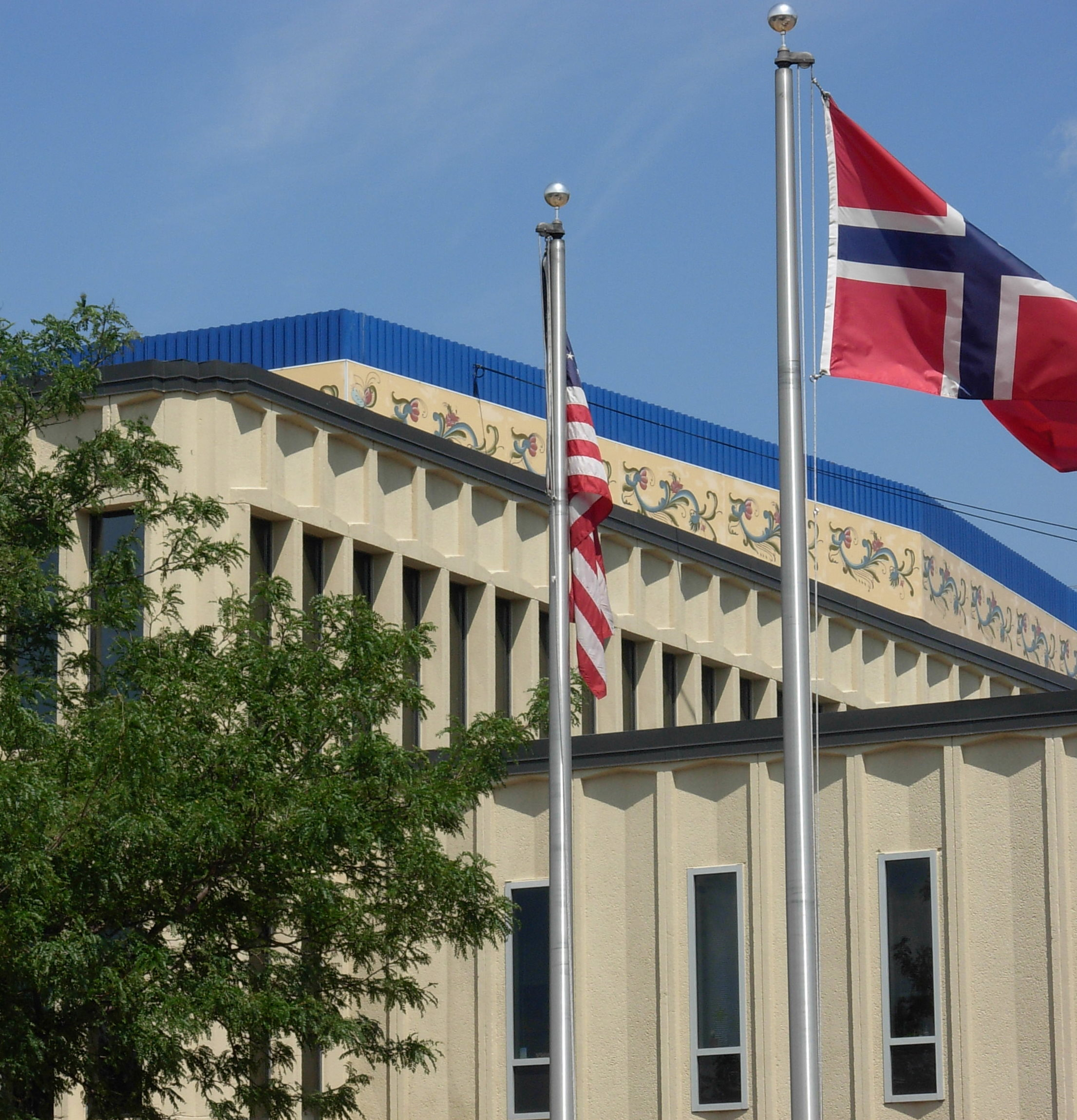
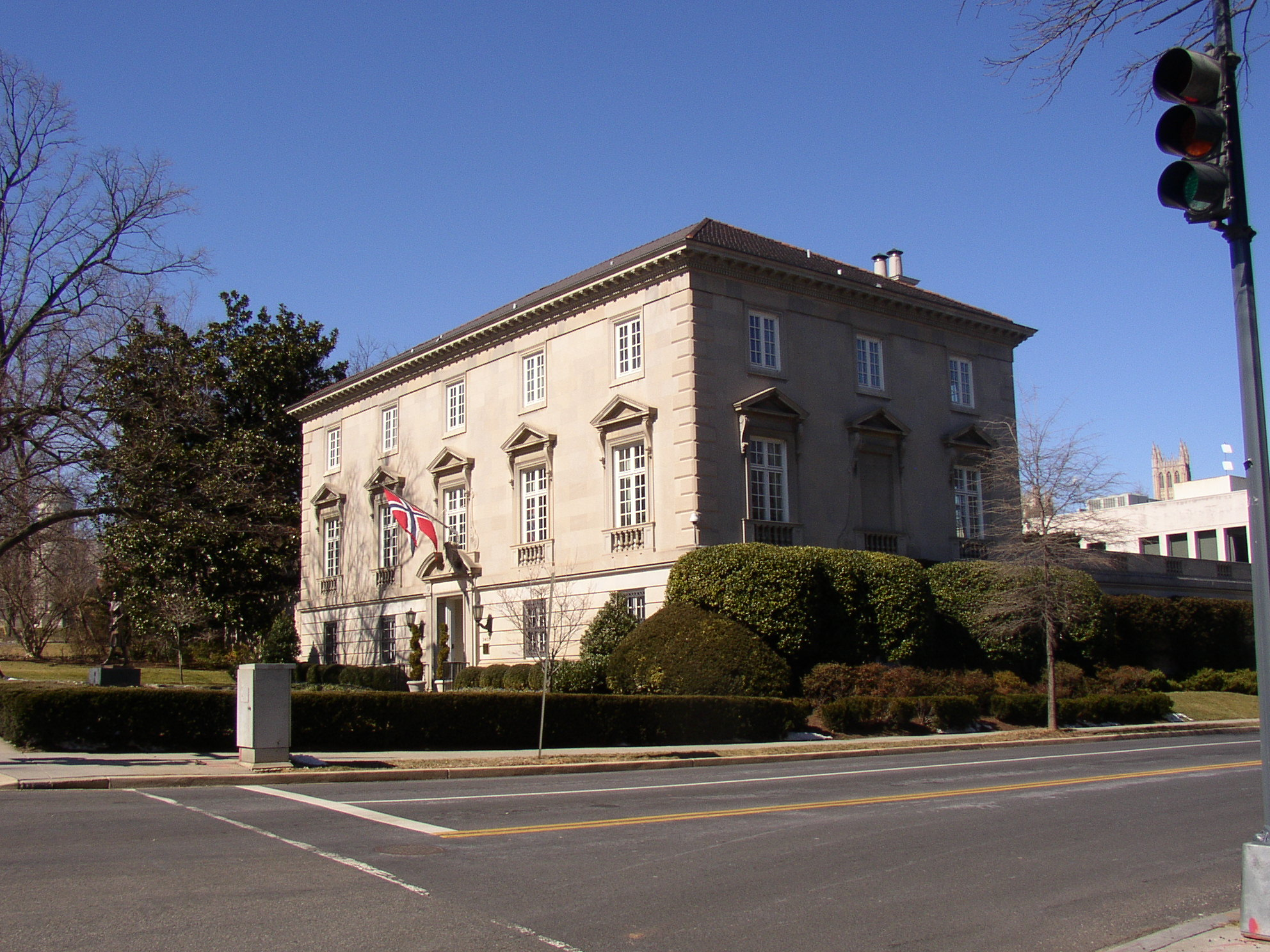
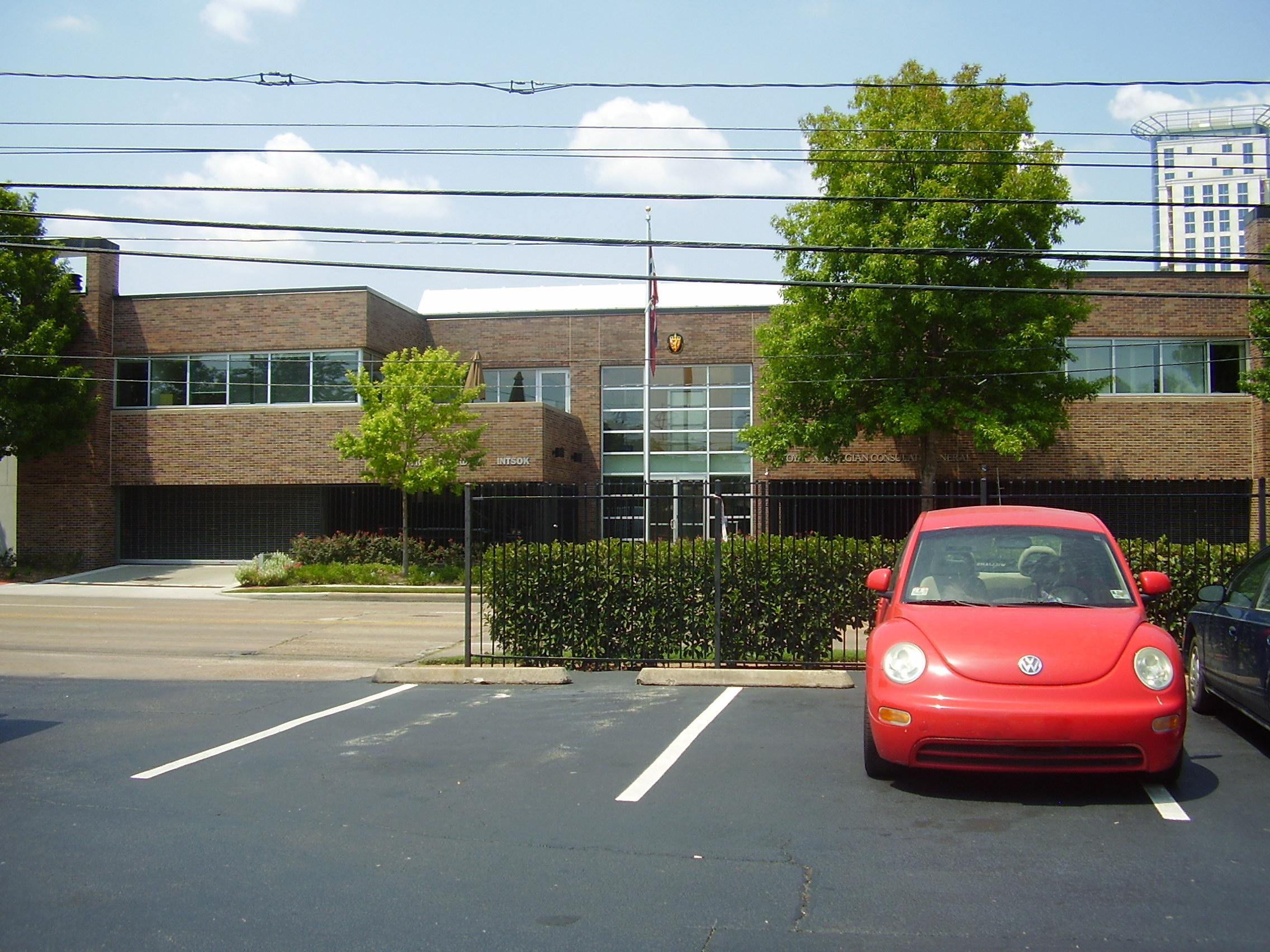
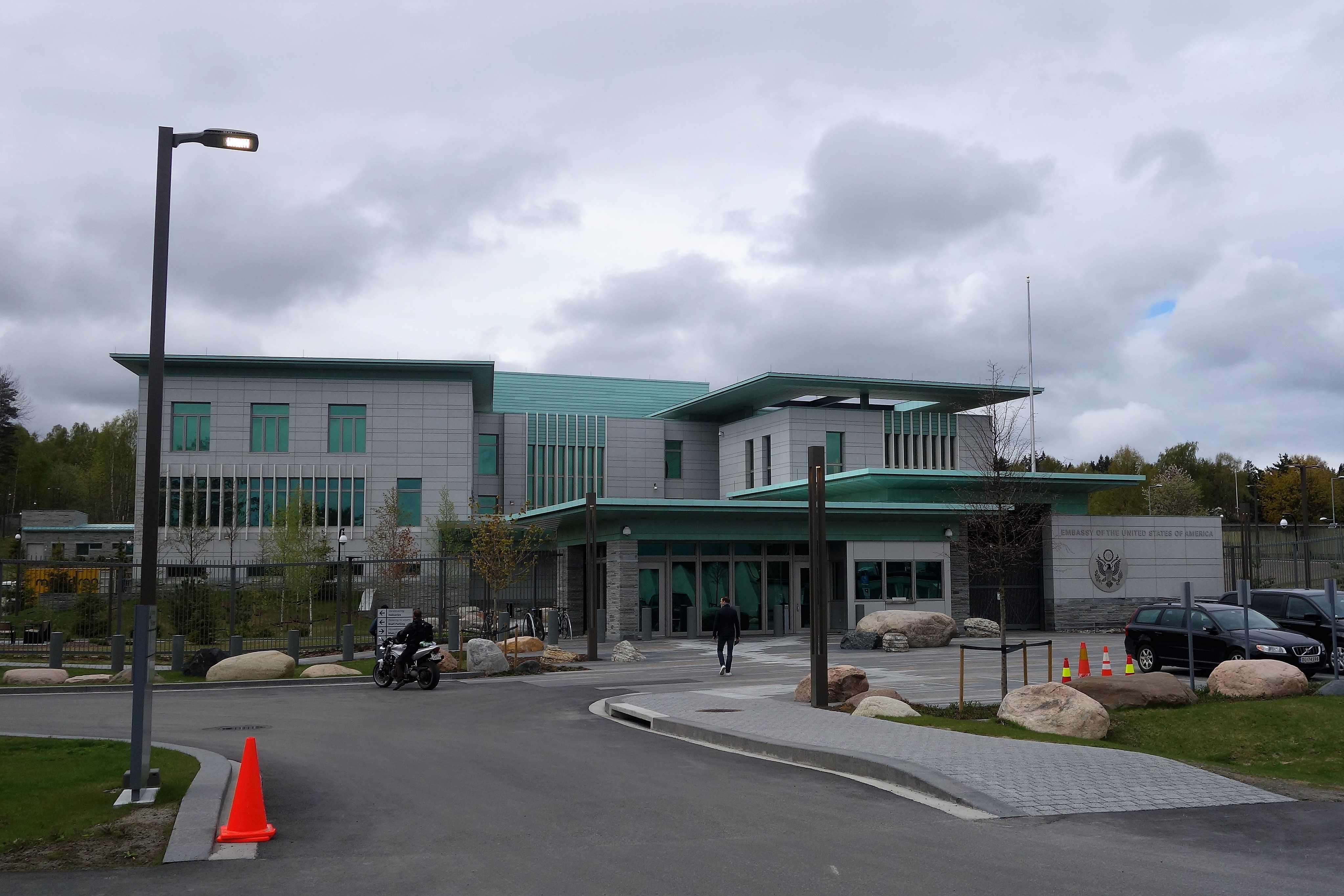

## وصلات خارجية
- موقع وزارة الخارجية النرويجية
- موقع وزارة الخارجية الأمريكية